# クリスチャン・シュセーレ
クリスチャン・シュセーレ（Christian Schussele、ドイツ語綴り: Christian Schüssele、1824年4月16日 - 1879年8月20日）はアルザス地方生まれで、フランスで学び、アメリカ合衆国に移住した画家である。歴史画や肖像画を描いた。ペンシルベニア美術アカデミーで教えた。

## 略歴
ドイツとの国境が近いオー＝ラン県のゲブヴィレールで生まれた。1842年から1847年の間、パリの国立高等美術学校でアドルフ・イヴォンやポール・ドラローシュに学んだ。その後、アメリカ合衆国に移住し、1850年代のはじめからフィラデルフィアに住んだ。フランス時代からの版画作品も製作したが、油絵に専念するようになった。
代表作の一つ、1857年の「進歩させた人々」（Men of Progress）はアメリカの発明家や学者たちを描いたもので、20人あまりの人物の肖像画などからシュセーレが構成して描いたものである 。同様な作品に『窓辺のワシントン・アーヴィングと文学仲間』（Washington Irving and his Literary Friends at Sunnyside:1864年）があり15人あまりの著名な文学者が描かれている。
1863年頃に、脳卒中で右手に部分的な麻痺が残り、1865年に国外で手術を行ったが回復しなかった。1968年にアメリカに戻った後、フィラデルフィアのペンシルベニア美術アカデミーの教授に任じられ、教授の職を終生務めながら創作も続けた。シュセーレの作品はジョン・サーテインらの版画家によって、版画として出版され一般によく知られていた。

## 作品

Men of Progress (1857)
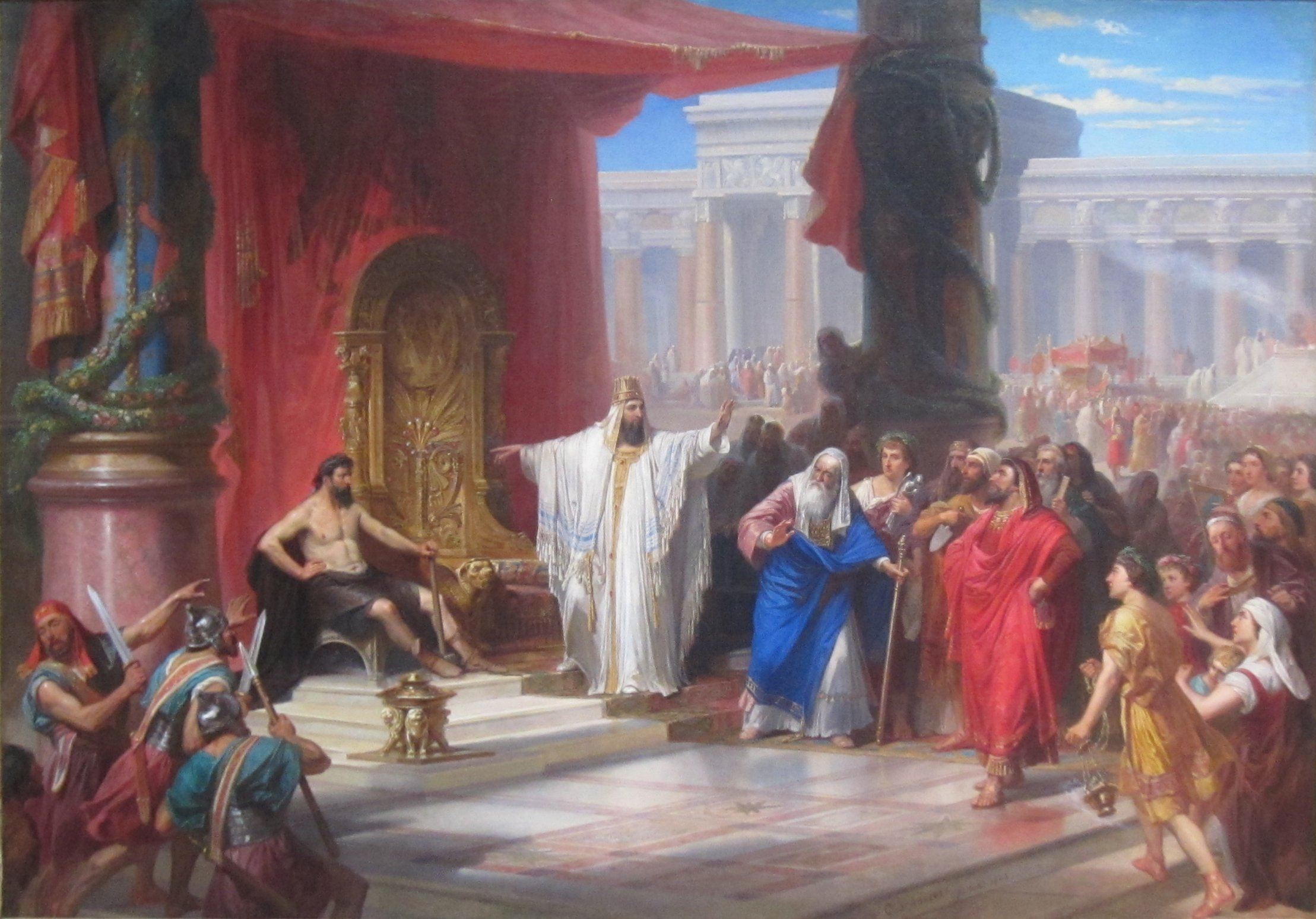
King Solomon and the Iron Worker (1863)
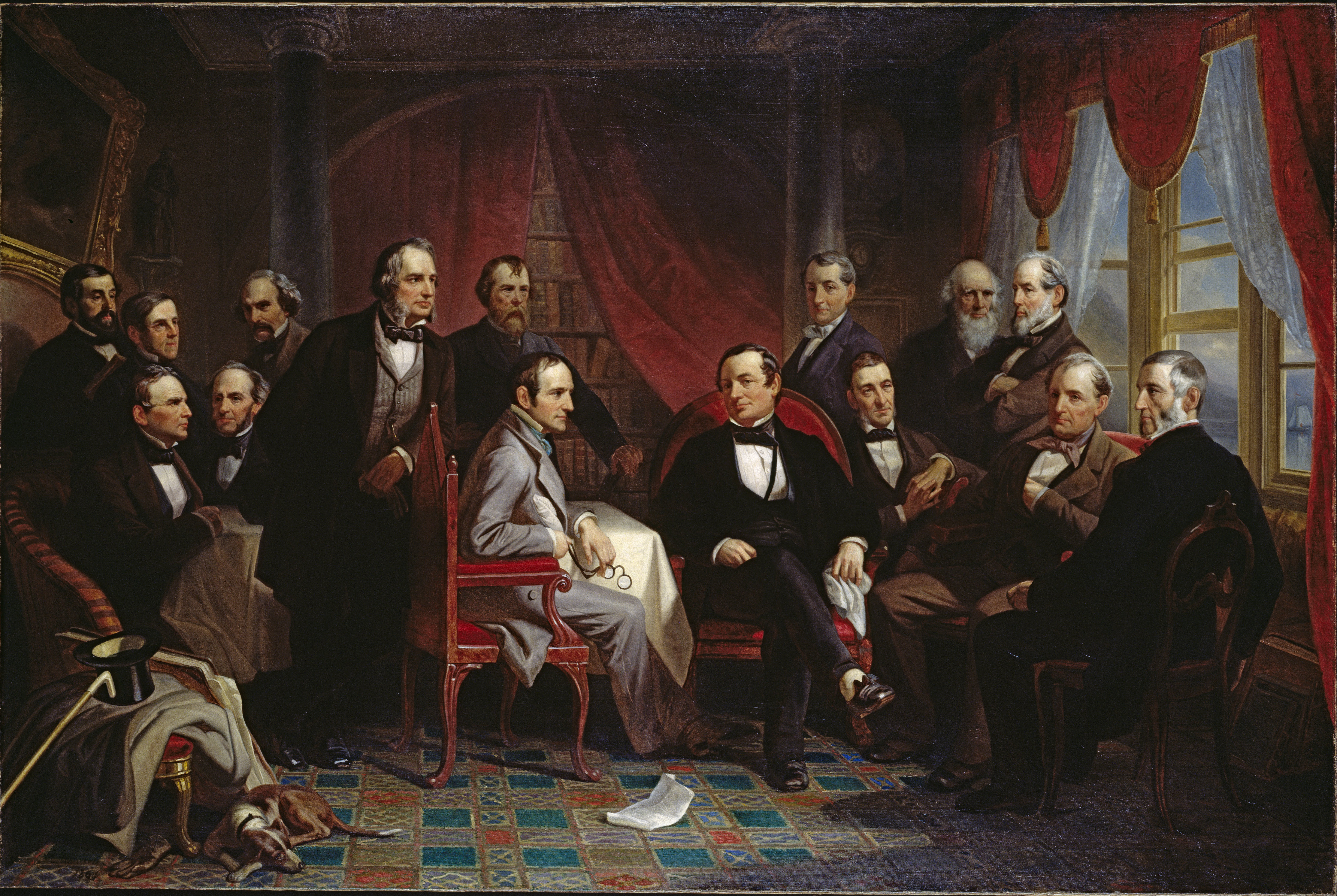
Washington Irving and his Literary Friends at Sunnyside (1864)